# José María Bueno y Monreal

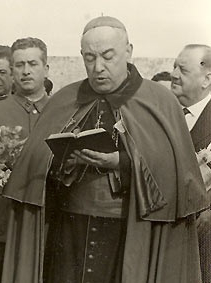
Kardinal Monreal (ca. 1960)

José María Kardinal Bueno Monreal (* 11. September 1904 in Saragossa; † 20. August 1987 in Pamplona) war ein spanischer Geistlicher und Erzbischof von Sevilla.

## Leben
José Bueno Monreal studierte als Seminarist des Päpstlichen Spanischen Kollegs Theologie und Kanonisches Recht an der Päpstlichen Universität Gregoriana und Philosophie an der Päpstlichen Universität Heiliger Thomas von Aquin in Rom und schloss alle drei Fächer mit dem Doktorat ab. Er empfing in Rom am 19. März 1927 die Priesterweihe von Rafael Merry del Val und kehrte anschließend nach Spanien zurück, wo er in Madrid und Zaragoza Lehraufgaben wahrnahm und gleichzeitig weltliches Recht studierte. Mit Unterbrechungen durch den Spanischen Bürgerkrieg lehrte er seit den 1930er Jahren bis 1945 am Priesterseminar des Bistums Madrid Kanonisches Recht und Moraltheologie, amtierte gleichzeitig als Chefankläger am bischöflichen Kirchengericht und wurde zum Domkanoniker ernannt. Seit dieser Zeit war er mit dem Priester José María Escrivá befreundet, dem Gründer des Opus Dei.
Am 1. Dezember 1945 wurde er zum Bischof von Jaca ernannt. Der Bischof von Madrid, Leopoldo Eijo y Garay, spendete ihm am 19. März des folgenden Jahres die Bischofsweihe; Mitkonsekratoren waren Casimiro Morcillo González, Weihbischof in Madrid, und Luigi Alonso Muñoyerro, Bischof von Sigüenza. Am 13. Mai 1950 wurde er zum Bischof des verkleinerten Bistums Vitoria im Baskenland ernannt, das durch die Abspaltung der neugegründeten Diözesen Bilbao und San Sebastián zum Beginn des laufenden Kirchenjahres in drei eigenständige Bistümer aufgeteilt worden war. Zweck dieser zwischen Franco und Papst Pius XII. abgestimmten Maßnahme war es, den seit dem Bürgerkrieg tief gespaltenen baskischen Klerus staatlicherseits besser kontrollieren und regimekritische Aktivitäten der in Teilen dem baskischen Nationalismus oder der Arbeiterpriesterbewegung zuneigenden baskischen Priester effektiver unterbinden zu können. Dementsprechend skeptisch reagierte der Klerus der Diözese auf die Ernennung von Bueno y Monreal.
Eine ähnliche Aufgabe erhielt Bueno y Monreal, als er bei einer Romreise am 27. Oktober 1954 vom Papst dem amtierenden Erzbischof Pedro Kardinal Segura y Sáenz von Sevilla als Koadjutorerzbischof mit Nachfolgerecht zur Seite gestellt wurde, um dessen falangekritische Haltung zu neutralisieren. Vorausgegangen war eine Beschwerde des spanischen Botschafters im Vatikan Fernando Castiella, der die Absetzung Seguras verlangt hatte, nachdem es in Sevilla zu einem Eklat mit körperlichen Auseinandersetzungen zwischen Priestern und Falangeaktivisten gekommen war, weil Segura das Anbringen von Kreuzen mit den Namen gefallener Falangisten an den Kirchenwänden verboten hatte. Der Papst beließ Segura jedoch im Amt, stellte ihm aber Bueno y Monreal als Aufpasser an die Seite. Dieser wurde gleichzeitig zum Titularerzbischof von Antiochia in Pisidien ernannt.
Am 8. April 1957, dem Todestag Kardinal Seguras, folgte er diesem als Erzbischof von Sevilla nach. Johannes XXIII. nahm ihn am 15. Dezember 1958 als Kardinalpriester mit der Titelkirche Santi Vito, Modesto e Crescenzia in das Kardinalskollegium auf. Von 1962 bis 1965 beteiligte sich Monreal am Zweiten Vatikanischen Konzil, zusammen mit José Kardinal Quintero Parra, unterstützt von Paul Kardinal Zoungrana, fertigte er am 8. Dezember 1965 eine der Abschlussbotschaften. Am 31. Mai 1964 nahm er in Anwesenheit Francos, seiner Frau Carmen Polo und ihrer gemeinsamen Tochter Carmen die kanonische Krönung der Marienstatue „La Macarena“ in Sevilla vor, dem wichtigsten Marienheiligtum der Stadt. Die Veranstaltung gilt als eines der letzten zeremoniellen Großereignisse des spanischen Nationalkatholizismus der Francozeit, bevor sich die Katholische Kirche im Anschluss an das Zweite Vatikanische Konzil stärker vom Franco-Regime zu distanzieren begann. Am 7. Oktober 1966 konsekrierte er auch die Kirche der Macarena, in der sich das Bildnis befindet, zusammen mit der Grabstätte des spanischen Bürgerkriegsgenerals und Eroberers von Sevilla Gonzalo Queipo de Llano und in Anwesenheit von dessen Ehefrau Genoveva Martí. Er war einer der wahlberechtigten Kardinäle, die an dem Konklave 1963 und wieder an den Konklaven im August und im Oktober 1978 teilnahmen. Am 22. Mai 1982 nahm Papst Johannes Paul II. nach fünfundzwanzig Jahren im Dienst seinen altersbedingten Rücktritt an.
Der Kardinal starb am 20. August 1987 im Alter von 82 Jahren in Pamplona. Er wurde in der Kathedrale von Sevilla beigesetzt.